# Mikołaj (Subbotin)
Mikołaj, imię świeckie Wasilij Aleksandrowicz Subbotin (ur. 24 czerwca 1973 w Bugulmie) – rosyjski biskup prawosławny. 

## Życiorys
Urodził się w rodzinie robotniczej. W 1990 ukończył szkołę średnią nr 1 w rodzinnej Bugulmie. W tym samym roku biskup kazański i marijski Anastazy wyświęcił go na diakona. Rok później podjął naukę w moskiewskim seminarium duchownym, równocześnie podejmując służbę protodiakona w eparchii ufijskiej. W latach 2001–2005 w trybie zaocznym studiował w Kijowskiej Akademii Duchownej, gdzie obronił pracę kandydacką w katedrze teologii dogmatycznej. 7 stycznia 2004 przyjął święcenia kapłańskie z rąk arcybiskupa ufijskiego Nikona i podjął pracę duszpasterską w soborze św. Sergiusza w Ufie. 22 grudnia 2006 złożył przed tym samym hierarchą wieczyste śluby mnisze, przyjmując imię zakonne Mikołaj.
W latach 2006–2009 był dziekanem monasteru św. Jerzego w Horodnicy (eparchia żytomierska). W 2009 otrzymał godność archimandryty. W tym samym roku, na prośbę arcybiskupa ufijskiego Nikona wrócił do Ufy i został proboszczem parafii Kazańskiej Ikony Matki Bożej oraz sekretarzem eparchii.
27 lipca 2011 Święty Synod Rosyjskiego Kościoła Prawosławnego nominował go na biskupa birskiego, wikariusza eparchii ufijskiej. Chirotonia biskupia archimandryty Mikołaja odbyła się 27 września tego samego roku w cerkwi św. Marcina Wyznawcy w Moskwie z udziałem patriarchy moskiewskiego i całej Rusi Cyryla, metropolitów krutickiego i kołomieńskiego Juwenaliusza, sarańskiego i mordowskiego Warsonofiusza, arcybiskupów uralskiego i gurjewskiego Antoniego, istrzańskiego Arseniusza, ufijskiego i stierlitamackiego Nikona, biskupów jegorjewskiego Marka, sołniecznogorskiego Sergiusza, drohobyckiego Filareta. W marcu 2012 został pierwszym ordynariuszem eparchii saławackiej, z tytułem biskupa saławackiego i kumiertauskiego.